# Buugeng
 (août 2015).
 (août 2017).
Le buugeng est un instrument de jonglerie inventé en 2003 par Daï Zaobab et fortement inspiré d’un numéro de Michael Moschen, Moschen in Motion. C’est un bâton en S (bâton incurvé) avec une forme spécifique.  Buugeng signifie littéralement « arme » (buu) « illusion » (geng).

## Description
C’est un bâton en forme de S ou de fleur à trois branches pouvant se replier sur lui-même pour former un arc de cercle, sa forme caractéristique produit un effet visuel très particulier lorsqu'il est manipulé. Les buugengs sont le plus souvent manipulés par deux et produisent une illusion d'optique.
Le buugeng est aujourd'hui pratiqué par de nombreux jongleurs et les ateliers pour en apprendre le maniement en convention de jonglerie sont de plus en plus fréquents.